# Weert Börner
Weert Börner (* 9. März 1930 in Berlin; † 7. September 2024 in Bonn) war ein deutscher Ministerialbeamter und Staatssekretär. Er amtierte von 1983 bis 1987 im niedersächsischen Ministerium für Wissenschaft und Kunst.
Börner, geboren in Berlin-Friedenau, absolvierte ein Studium der Geschichte und der Rechtswissenschaften. Er wurde 1966 an der Freien Universität Berlin mit einer Arbeit über Hermann Ehlers und der Aufbau einer parlamentarischen Demokratie in Deutschland zum Dr. phil. promoviert.
1956 wurde er Mitglied der CDU. Von 1962 bis 1964 war er persönlicher Referent von Heinrich von Brentano. Danach war er von 1965 bis 1971 im Auswärtigen Dienst eingesetzt. Er wechselte 1972 ins Büro von Kai-Uwe von Hassel. Anschließend trat er in den Landesdienst zunächst von Schleswig-Holstein und bis 1987 von Niedersachsen.
Im Ruhestand war er von 2002 bis 2011 Vorsitzender der Theodor Wiegand Gesellschaft.

## Veröffentlichungen
- Hermann Ehlers. Niedersächsische Landeszentrale für Politische Bildung, Hannover 1963.
- (mit Hans-Heinrich Welchert u. Karl-Heinz Rose): Demokraten. Hermann Ehlers, Theodor Heuss, Kurt Schumacher. Verlag für Literatur und Zeitgeschehen, Hannover 1967.

- Hermann Ehlers und der Aufbau einer parlamentarischen Demokratie in Deutschland (= Bürger und Staat, Bd. 2). Dümmler, Bonn 1967 (= Dissertation Freie Universität Berlin).
- Erinnerungen an Heinrich von Brentano. In: Bernd Heidenreich (Hrsg.): Geist und Macht. Die Brentanos. Westdeutscher Verlag, Wiesbaden 2000, S. 271–279, ISBN 3-531-13477-9.

- Hermann Ehlers – zum 100. Geburtstag des bedeutenden evangelischen Politikers. In: Thomas Rachel (Hrsg.): Hermann Ehlers. Evangelische Verantwortung gestern und heute.  Evangelischer Arbeitskreis der CDU/CSU, Berlin 2005, S. 127–144, ISBN 3-00-016340-9.
- Ein Ostfriese am Rhein. Sechzig Jahre Christdemokrat im Dienst. Konrad-Adenauer-Stiftung, St. Augustin 2014, ISBN 978-3-95721-099-9 (Autobiographie).